# Heinrich Carl Haussknecht
Heinrich Carl Haussknecht ( Bennungen (Sachsen-Anhalt), 1838 - Weimar 1903) fue un farmacéutico y recolector alemán.

## Biografía
Heinrich Haussknecht estudió Farmacia, pero trabajó como tutor privado en Weimar. Especialista en Flora y sistemática de las plantas. Recolector de especímenes de plantas, recorrió especialmente la zona de Thüringen y la Baja Sajonia, de donde proceden la mayoría de los ejemplares centroeuropeos de su Herbario.
Un infatigable viajero y explorador, entre los años 1864 - 1869 viajó por el Oriente Medio por: Turquía, Siria, Irak e Irán, donde recolectó numerosos especímenes que engrosaron su Herbario. En 1885 viajó por Grecia.
Reunió un voluminoso herbario que fue fundado en Weimar el 18 de octubre de 1896 , a su muerte, y bajo la supervisión de Bornmüller, continuó como una fundación en Weimar. El "Herbarium Haussknecht" fue transferido a la Universidad de Jena en 1949.
Dedicó especial atención al género Epilobium de la familia botánica Onagraceae del que editó una monografía en 1884.
También describió numerosas especies, entre otras :
- Epilobium adenocaulon
- Epilobium amurense
- Epilobium cephalostigma
- Epilobium drummondii
- Epilobium halleanum
- Epilobium hornemannii Reichenb. var. lactiflorum (Hausskn.)

## Obras
- Über die Abstammung des Saathabers. En: Mitteilungen der Geographischen Gesellschaft für Thüringen zu Jena 3: 231–242. 1885

- Monographie der Gattung Epilobium Haussk. Gustav Fischer Verlag. Jena. 1884

- Vorbericht über Prof. C. Haussknecht’s orientalische Reisen / nebst Erläuterungen von Prof. Dr. H. Kiepert. En: Zeitschrift der Gesellschaft für Erdkunde 17. 1882

## Honores

### Epónimos
Género
- (Apiaceae) Haussknechtia Boiss.[1]

y más de 130 especies nombradas en su honor
- La abreviatura «Hausskn.» se emplea para indicar a Heinrich Carl Haussknecht como autoridad en la descripción y clasificación científica de los vegetales.[3]También se presenta asociado en equipo:
- Boiss. & Hausskn.
- Bornmüller & Hausskn.
- Hausskn. & Bornmüller
- Heldreich & Hausskn.